# 范冉
范冉（112年—185年），一作范丹，字史云，陈留郡外黄（今河南省杞县）人，东汉政治人物。
马融的弟子，精通五经，特别是《易经》、《书经》。被汉桓帝任命为莱芜县长，没有就职。因为家中贫穷，被人称之为“甑中生尘范史云，釜中生鱼范莱芜”，故為成語「甑塵釜魚」之典故。
子范馨。

## 轶事
釜中生鱼：汉范冉字史云，桓帝时为莱芜长。人歌之曰：“甑中生尘范史云，釜中生鱼范莱芜”。

## 延伸阅读
[在维基数据编辑]
 《後漢書/卷81》，出自范晔《後漢書》
 《東觀漢記》